# Buda ostroma (1542)
Buda ostroma 1542. szeptember 26. és október 9. között zajlott, mely az első visszafoglalási kísérlete volt Magyarország fővárosának a törököktől. A Német-római Birodalomból és más területekről összegyűlt hatalmas seregek későn érkeztek a budai vár és Pest alá, s a két hétig tartó ostrom alatt csupán utóbbi város elfoglalásával próbálkoztak, de az sem sikerült. Az előkészületek hiányosságai és a tehetségtelen hadvezetés volt az egyik oka a kudarcnak. Ebből fakadóan a meredek sziklán elhelyezkedő várat – amelyet az utóbbi években megerősítettek –, nem lehetett elfoglalni.
Buda visszafoglalási kísérlete miatt 1543-ban I. Szulejmán személyesen vezette a hadait Magyarország ellen, hogy a budai vilajetet kiszélesítse, ezáltal bővítve Buda védelmét.

## Előzmények
1540-ben Szapolyai János halála után a király hívei nem I. Ferdinánd osztrák főherceget választották meg, ahogy azt a váradi békében kikötötték. Helyette Szapolyai csecsemő fiát, János Zsigmondot emelték trónra. Ferdinánd kétszer tett kísérletet trónigénye érvényesítésére, 1540-ben és 1541-ben Buda ostromával.
Az első próbálkozáskor a törökök még nem léptek közbe, de a második alkalommal a Wilhelm von Roggendorf vezette jóval nagyobb Habsburg sereggel szemben már cselekedniük kellett. Fráter György elszántan védte a németektől Budát a királyától kapott parancs értelmében és abban a meggyőződésében, hogy ha Ferdinánd lesz Magyarország egyedüli ura, akkor azzal elvész az ország önállósága. György azonban rosszul számított, amikor erre a célra a török segítséget akarta használni (szintén Szapolyai utasítására), mivel a Szapolyai-párti Magyar Királyság sokkalta inkább Szulejmán érdekeinek kiszolgálója lett, de a szultán is igen hamar rájött, hogy a magyarok nem megbízható szövetségesek, ezért a középső területek megszállásával egy új oszmán tartomány alapjait rakta le, melyhez Buda elfoglalását is elhatározta. Ezért amikor a török felmentő had megsemmisítette Roggendorf seregét, a szultán magához kérette Izabella királynét, György barátot, a gyermekkirályt és a Budán tartózkodó előkelőségeket. Mialatt azok távol voltak, a török haderő besétált az őrizetlenül maradt várba. Természetesen Szulejmán a gyermekkirály láttán nem hagyta kárpótlás nélkül az özvegy királynét, hanem közölte vele, hogy a tiszántúli területeket és végig a Szapolyai-pártiak kezén levő Erdélyt meghagyja, de természetesen évi 10 ezer arany adó fejében.

### Diplomáciai előkészületek
A ravasz György barát óriási lelki válságba került, kizárólag a saját vétkének tartotta Buda elvesztését. De természetesen nemcsak ő tehető felelőssé mindezért.

Buda elfoglalása Európa-szerte mélységese döbbenetet, elkeseredettséget és felháborodást szült, de több európai ország is épp felelős nemcsak ezért, hanem a Magyarországon kialakult helyzetért is, minthogy évekig hamis ígéretekkel áltatták a tönk szélére jutott magyarok. Nemsokára megindultak a diplomáciai tárgyalások, hogy békés úton vegyék vissza Budát, mivel az osztrák sereg megsemmisült, s új haderő felállításáig, valamint a birodalmi sereg megérkezéséig várni kellett. Ferdinánd ezúttal is adófizetést vállalt volna, de a szultánt már nem lehetett meggyőzni. Habár az újonnan kialakult hódoltsági terület még keskeny volt, de Magyarországon és Erdélyben az erők koordinálására csekély lehetőség mutatkozott, ugyanis a királyság a mohácsi vész és a következő belharcok során teljesen szétzilálódott.

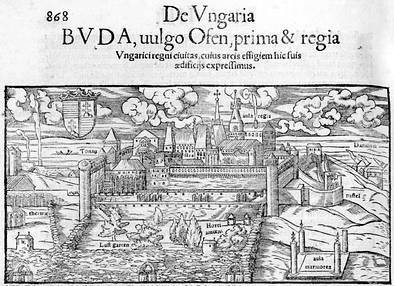
Sebastian Münster kozmográfiája Budáról, 1542-ben

Gyaluban Izabellával és György baráttal Ferdinánd követei egyezséget kötöttek, amelynek értelmében Erdély nem marad Szulejmán hűségén, hanem Ferdinánd királyságához csatlakozik és Izabella visszakapja férje szepességi birtokait.
A besztercebányai országgyűlés pénzbeli és katonai hátteret biztosított Magyarországon az ellentámadáshoz.
A speyeri birodalmi gyűlésen a Buda elfoglalása miatt letört német rendek is késedelem nélkül segítséget ígértek. A még 1530-ban, Augsburgban megszavazott segély folyósítására tettek fogadalmat, amely 4 ezer lovas és 20 ezer gyalogos fegyverben tartását jelentette. V. Károly külön segítséget sajnos nem tudott adni, mert 1541-ben Észak-Afrikában maga is harcolt a törökökkel, s 1542-ben Ferenc francia királlyal is kiújult a háborúja. Csehország rendje nem szívesen vetették be seregeiket az oszmánok ellen, ehelyett pénzadót fizettek, hogy minél több magyar és horvát könnyűlovast lehessen felfogadni. Elsősorban ezek voltak méltó ellenfelei a török portyázóknak, amelyek képesek voltak a portyázó harcmodorral egészen felőrölni a nyugati seregeket. A csehek Diakovárnál 1537-ben és Buda alatt is 1541-ben elég sok katonát vesztettek ezekben a harcokban.
A speyeri birodalmi gyűlés, különösen a szász és brandenburgi hercegek megnyerésére leszögezte, hogy húsz évre biztosítaná az evangélikusok vallásszabadságát. A birodalmi gyűlésen Luther Márton is megjelent személyesen, aki szintén erőteljesen szorgalmazta a „keresztes-sereg” indítását Magyarországra.
December 5-én Prágában a cseh és morva rendek is megszavazták a pénzadót. Egy nappal később két országgyűlésre is sor került Magyarországon. Az egyik Sajószentpéter, a másik Eperjesen (ma Prešov, Szlovákia). Előző országgyűlésen igen kevés jobbára Ferdinánd-párti jelent meg, míg a másodikon (amelyet a sárosi kapitány Verner György hívott össze), Kassa kivételével valamennyi királyi város küldötte eljött. A miskolci országgyűlésen (december 21.) azonban vagy tizenhárom észak-tiszántúli vármegye, s Békés vármegye küldöttsége jelent meg, akik Ferdinánd mellé álltak.

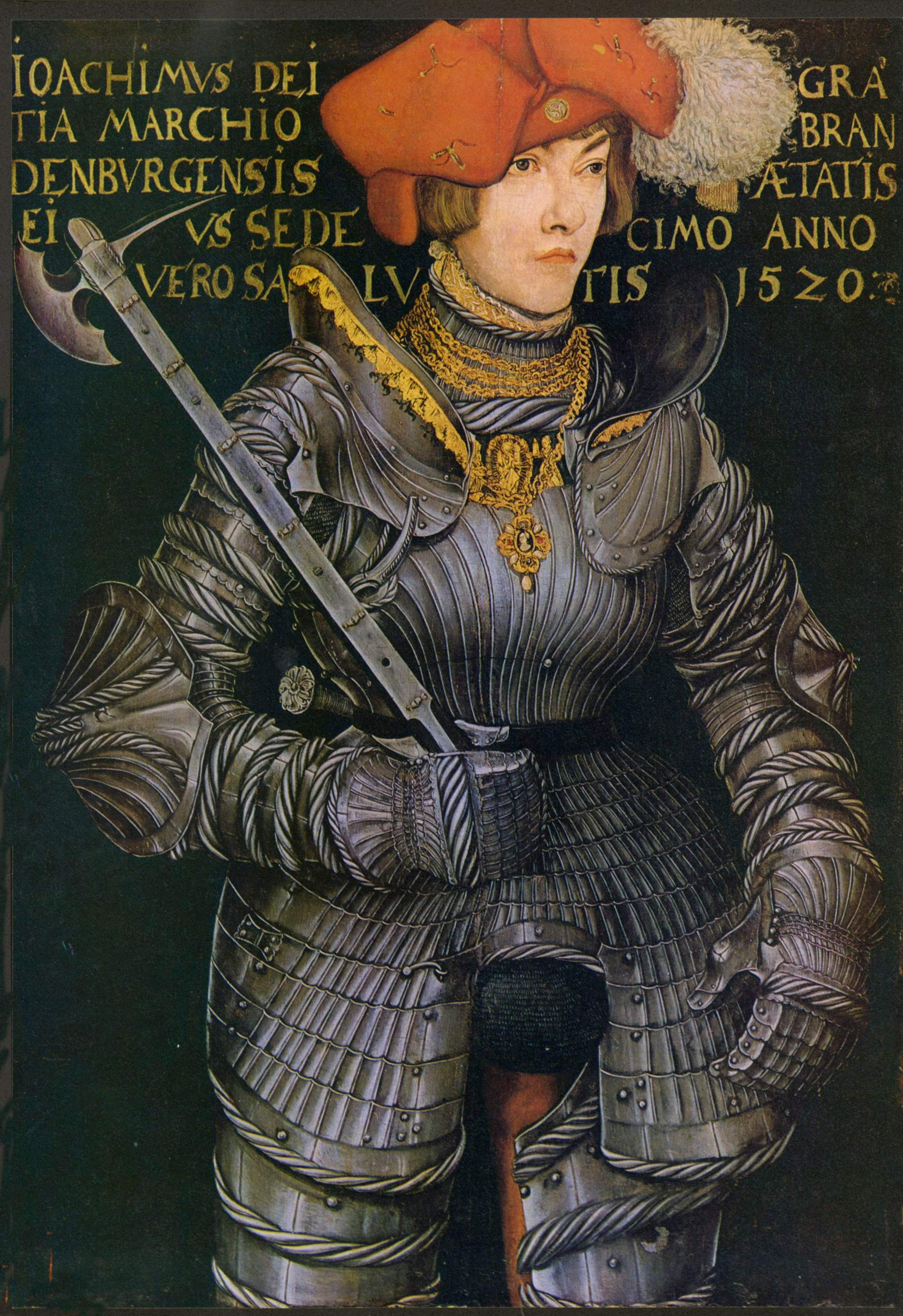
II. Joachim híres fekete páncéljában (Idősebb Lucas Cranach olajfestménye)

## Az ostrom
Szeptember és december között Székesfehérvár ellen erős támadásokat intézett a budai török őrség. Egyes jelentések szerint ez már nyílt ostrom volt, noha a téli időszak már beállt, de sokan tartottak attól, hogy az ellenség mégis elfoglalja a várat.

1542. január 9-én a hódoltságból újabb portyázók törtek be és Esztergom, s Sopron közti területet pusztították, ahol tizenhét falut égettek fel és rengeteg embert hurcoltak fogságba. Ferdinánd számára két lehetőség kínálkozott, vagy Esztergom erősítése, vagy Buda visszafoglalása. Végül úgy döntött, hogy mindkettőt végrehajtja, de annyira lassan haladt a szervezés, hogy az idő fogyott, ez pedig a törökök malmára hajtotta a vizet.

### A seregek toborzása
Január 14-én újból megnyitotta a kapuit a birodalmi gyűlés, ahol a résztvevők kijelentették: „oly erős sereget kell küldeni Magyarországba, mely képes legyen a törököt legyőzni, tőle Budát s az egész országot visszafoglalni, hogy ekként a szomszédos tartományokat is megvédelmezze a zsarnokság ellen.” A gyűlés úgy döntött, hogy Esztergom alatt gyűjti egybe a csapatokat még május elején. Ide azonban csak nagyon későn, nyár közepén érkeztek meg az első egységek. A hadjárat elsődlegesen Buda felszabadítását szerette volna elérni, de távolabbi tervei között szerepelt, hogy a hódoltságot is felszámolja és visszafoglalja az idestova már húsz éve oszmán kézen levő Nándorfehérvárt is.

A Dunamenti raktárakban, ahol a sereg tervezett útvonala haladt volna, már 600 000 forint értékű liszt halmozódott fel. Ferdinánd szövetséget keresett IV. Péterrel, Moldva uralkodójával, akivel korábban is jó kapcsolatokat épített ki. Péter 30 000 vágómarha juttatását ígérte, amelyeket olcsón adott volna el a keresztény seregnek, sőt hadaival maga is a török kiűzésére akart vonulni, Erdélyen keresztül, ahol egyesülni szándékozott az ottani katonasággal. Egyelőre azonban a fiatal államnak még nem volt megfelelő katonai ereje.
A birodalmi sereg Speyerben indulásra készen állt február közepére. Természetesen segítséget kért még Dániától, Svájctól, az angoloktól és a franciáktól, I. Zsigmond lengyel királytól és III. Pál pápától, de csupán utóbbi küldött sereget.
Közben megérkeztek az élelmezésre a Moldvából ígért állatok is. Mivel sok élelmiszer és hadianyag állt rendelkezésre, külön flottát szerveztek a szállításukra, sőt külön gondoskodtak a pénzváltásról is a táborban.

Buda visszafoglalására kedvező alkalom kínálkozott, mert a városban pestis tört ki és meghalt a budai beglerbég, Szulejmán is, ami miatt egy ideig betöltetlen maradt a tisztsége. E kedvező alkalom láttán Ferdinánd maga szeretett volna a sereg élére állni, de erről tanácsosai lebeszélték.

### A keresztény sereg
A keresztény erők vezéréül a fiatal, de hadvezetésben teljesen járatlan II. Joachim brandenburgi uralkodót tették meg. Az amúgy is lassan haladó sereg vezérei saját szórakoztatásukra ráadásul vadászatokat rendeztek útközben és a katonák zsoldjára való pénz is késett.
Július 6-án értek Bécsbe, két napra rá Esztergomba. Kiderült, hogy az ígért negyvenezer gyalogos helyett csak feleannyi, míg 8000 lovasból 3500 fő került kiállításra, emiatt július 15-én Nürnbergben még egy gyűlést hívott össze Ferdinánd. Giacomo Medici, az egyik olasz parancsnok Esztergomból üzent Joachimnak, hogy Brandenburgból hozzon külön élelmiszer-szállítmányt, mert hiány lépett fel, ám a brandenburgi fejedelem is csak augusztus 12-én ért Esztergomba. Hosszas késlekedése már elején kimutatta tehetségtelenségét. Másnap azzal volt elfoglalva, hogy látogatást tett a városban, közben a katonái fosztogattak a környéken.

Joachimot a magyarok „Fekete Hercegnek” nevezték csak, mert ő és lovassága fekete páncélt viselt, mint a teuton lovagok.
Augusztus 20-án a bécsi kontingensek is megérkeztek így felsorakozott a teljes sereg.

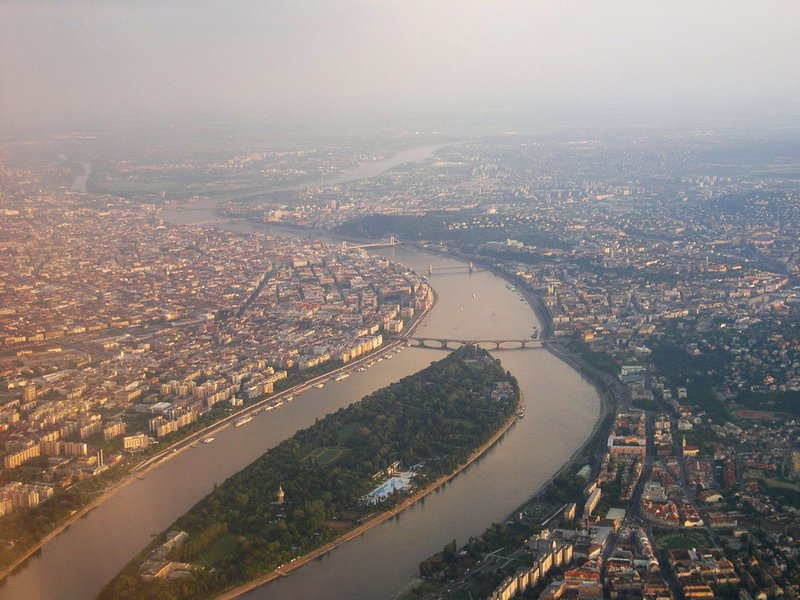
A Margit-sziget és a Duna kanyarulata napjainkban

Johann von Ungnad vezetésével az Ausztriából és Stájerországból összeállt sereg 10 ezer katonát tett ki, a Németországból jött brandenburgi, szász (ezek vezére Móric uralkodó herceg volt), hesseni, bajor és egyéb erőkből 20 ezer gyalogosa és 4-5 ezer lovasa sorakozott Joachimnak. A pápának Alessandro Vitelli vezetésével 2-3000 katonája állt készen. Milánó Sforza Pallavicini és Medici vezetésével 600 lovaskatonát küldött (Pallavicini egyébként remek lovassági parancsnok volt és a következő háborúkban is feltűnik a neve). A magyarországi erők Perényi Péter főparancsnoksága alatt álltak, mellette Nádasdy Tamás, Thurzó Elek, Batthyány Ferenc, s Báthory András voltak az alvezérei a cseh adóból felfogadott 10 ezer lovasnak, 5 ezer gyalogosnak, 1000 hajdúnak és 1000 sáncásónak. Utóbb Zrínyi Miklós horvát bán is csatlakozott 400 horvát dzsidással a sereghez.
A folyami flotta 200 hajót számolt, legénységük a Velencei Köztársaságtól származó 1100 itáliai, valamint a Raguzai Köztársaság erőiből verbuválódott 6000 dalmát, mellette még magyar és szerb legénységből verődött össze.
A tüzérséget 40 nagy kaliberű ostromágyú és 30 falkon alkotta.
Ezzel egy több mint félszázezer fős had gyűlt össze, meglehetősen későn, de reményekkel telve.

A magyar csapatok sokáig távol maradtak a főseregtől, mert nem akarták az ország védelmét megkockáztatni egy nagyobb török támadás esetén. A csehországi erők nem csatlakoztak a sereghez és egyelőre sem a moldvai vajda, sem György barát nem küldött katonákat. A spanyol erőket is visszatartották, akik korábban még harcolt a magyar belháborúban Szapolyai és Szulejmán ellen.

György barátnak amellé aggályai támadtak az akció sikerét illetően, miután késve indult el a hadjárat.
A többnemzetiségű seregben villongások támadtak nemsokára és több főparancsnok összekülönbözött egymással. Hiányzott az egymás iránti bizalom és kevés pénz volt a zsold fizetésére.
A hónap második felében esőssé, hűvössé vált az idő, s rövidesen betegség gyengített sok katonát. A kolozsvári országgyűlésen is aggodalmak léptek fel, mert Patócsy István aggályoskodott Ferdinánd hűségére térni, mire Ferdinánd akart alkuba bocsátkozni vele, de Patócsy Brandenburgi György korábbi birtokát, Világost kérte, amelyre Báthory András is igényt tartott, emiatt nyíltan nem kötelezte el magát a főherceg Patócsy mellett. Patócsy ettől kezdve mind az özvegy királynéval, mind György baráttal szembekerült.
A nyár végén a bécsi kormányzat még megpróbált egyezségre jutni a portával, de eredményt nem értek el.

### A török védők
A keresztény sereg tétova vonulása időt adott arra, hogy Budát megerősítsék a törökök. Jahjaoglu Kücsük Bali személyében új pasát helyeztek a vár élére, s erősítésekkel látták el. Szulejmán tavaly szeptemberi visszavonulásakor 3000 katonát hagyott itt. Ulema boszniai pasa 3000 gyalogossal érkezett délről, Murat Tardics klisszai bég 1000 janicsárt hozott magával különféle horvátországi várakból és más bégek is küldtek katonákat Buda és Pest erősítésére. A budai várat így 10-12 ezer katona és 2000 janicsár védte (más források szerint ez a száma 17 ezer fő lett volna). A budai és pesti polgárság azonban már jelezte, hogy kész segíteni a főváros visszafoglalásában Joachimnak.

### A harc
Esztergomból szeptember 5-én indultak el a seregek. Ferdinánd az ostrom mihamarabbi elkezdését sürgette, mert őszre járt az idő. A haditanács azonban úgy döntött a pápai parancsnok Alessandro Vitelli, a naszádosok parancsnoka Giacopo Melignani és a német főparancsnok Johann von Ungnad állásfoglalására, hogy inkább a lényegesen gyengébb Pest elfoglalására vállalkoznak. Joachim elfogadta az ötletet, ami viszont szembenállt az uralkodó elképzeléseivel, melyet Perényi Péter védelmezett csupán. Joachimnak olyan bizarr elképzelése volt, hogy Pest elfoglalásával lélektani nyomást próbálnak Bali pasára gyakorolni. Úgy vélte továbbá, hogy Buda ostroma nagyon kockázatos, mert az 1540-es ostrom kudarcba fulladt, az 1541-es során pedig az osztrák sereg megsemmisítő vereséget szenvedett.
A tanács után Esztergom alól harminc huszárhadtest indul Buda irányába, őket követték a pápai gyalogosok, majd a milánóiak. Utánuk ment Perényi huszársága, von Ungnad az osztrák és stájer lovasság élén, majd a német lovasság és gyalogság, végül az ágyúk. Őket követte a Joachim vezette brandenburgi lovasság, leghátra pedig a málha maradt.
Visegrádon újabb haditanácsot tartottak, mivel arról értesültek, hogy török csapatok közelednek Pest és Buda felé. A német parancsnokok egy része a visszavonulást támogatta, de a többi vezér elutasította ezt, így a hadjárat folytatódhatott. Nem sokkal később a haderő Szentendrénél átkelt a Dunán a keleti oldalra, innen a magyar huszárság tovább nyomult Pest irányába.
Szeptember 15-én a szerémségi oszmán erők Szeged alá vonultak azzal a szándékkal, hogy ostrom esetén felmentik Budát. Ahmed ruméliai beglerbég meg is parancsolta a szegedi törököknek, hogy vigyenek élelmiszert és takarmányt Budára.

#### Szeptember 26-27.
Az ostrom első napján a pesti őrség kitörést hajtott végre a magyar huszárság közeledtére. Azonban még aznap beérkezett von Ungnad élén a német lovasság Perényi és Báthory segítségére, ami visszaverte a támadókat.

Bali pasát nem érte készületlenül a támadás, s a tőle telhető módon erősítette a vár védelmét. Pestre nem tudott sok időt fordítani, ezért is látta a brandenburgi fejedelem célszerűbbnek ezen város ostromát. Pestet a boszniai pasa védte Juszuf béggel, mellette Kiszr Küsztendillel, a szendrői Dukagizáde Mehmeddel, a pozsegai Jahjapasazáde Arszlánnal, Murad klisszai és Biduklán Mehmed Aladzsa-hiszár szandzsákbégekkel. Csupán élelmiszerből volt hiány, s a környéket is már annyira végigsarcolták, hogy nem tudtak több utánpótlást a várba vonni. Ulema azzal biztatta embereit, hogy a szultán kitelel Szófiában, majd tavaszra feljön Budára elűzni a brandenburgi választót. Máskor meg azt híresztelték, hogy Szulejmán már Nándorfehérváron van. Ezeket a híreket a védőknek sikerült az ostromlók körében is elterjeszteni, ami a német parancsnokokban félelmet idézett elő és tartottak az előző évi katasztrofális vereség megismétlődésétől.
Az igazság az, hogy Szulejmán nem volt megfelelően tájékoztatva a birodalmi sereg helyzetét illetően, ugyanis a bécsi követek eltérő információkkal látták el a Portát, hogy az ne fogjon gyanút. Ferdinánd annyira nem bízott már ekkor a hadjárat sikerében, hogy 100 000 aranyat is kész volt adó formájában fizetni Magyarországért Szulejmánnak.

Egyedül a franciák küldtek értékelhető jelentést a készülődésről, de a Porta már csak azért nem feltételezte, hogy az osztrákok sereget küldenének Buda ellen, mert ezzel együtt állandóan érkeztek a követek Isztambulba. Tranquillus Andronicus (Lodovico Gritti portai miniszter és magyar kormányzó egykori titkára) jelentette Erdélyből, hogy a brandenburgi választó van Magyarországon nagy sereggel, ami nagy rémületet keltett a Portán, mert azt hitték, hogy Joachim Konstantinápoly ellen jön. Ugyanakkor felháborodtak azon, hogy szerintük Ferdinánd kétszínű játékot űzött velük: egyszerre küldte a követeit a Portára békéltetési ajánlatokkal és irányított sereget Buda ostromára. Annyira általános lett a düh, hogy a törökök majdnem Bécs ellen indították volna azon nyomban a seregeiket. Végül aztán parancsot küldtek a Szerémségbe, ahová közvetlenül Isztambulból Ali aga vezetésével újabb janicsár hadtesteket irányítottak.
Közben az ostromló sereghez megérkeztek Zrínyi lovasai is. A sereg az északi, északkeleti oldalon táborozott le, a városfalaktól távol. Melignani naszádosai a Margit-sziget megszerzésére vonultak, amely egyrészt stratégiailag értékes hely volt, másrészt fedezhette a tábort bal oldalról, a budai részről felől jövő támadásoktól. A szigetet pár száz janicsár és lovas védte tüzérséggel, amely rövid csatározás után átkelt az óbudai oldalra, s a budai szőlőhegyen alakított ki állásokat.

A támadás alkalmával a török ütegek lőtték a nagyobb gályákat és kettős naszádokat, amit azok viszonoztak, így távoltarthatták a török folyami flottát.

Miután az olaszok elfoglalták a Margit-szigetet, híddal összekötötték a keleti parttal, s ettől kezdve a szigetet 700 fegyveressel védhették.
A brandenburgi választó a többi parancsnokkal körüllovagolta Pestet, hogy szemügyre vegye a lehetőségeket. Közben a pesti, budai és gellérthegyi ágyúk tüzet nyitottak a táborra, emiatt az messzebb telepedett le, az ágyúk lőtávolságán kívül.

Pestnek elhanyagolt falai voltak, emiatt a török védők hozzáláttak a falakon belül sáncárkok ásásához.

#### Szeptember 28–30.
Szeptember utolsó napjaiban a keresztény sereg erős ágyútűzzel lövette Pestet, s az onnét kitörő törökökkel rendre heves csaták dúltak. Egy-egy esetben az olasz és német gyalogság is sikerrel hárította el a török lovasság rohamát.

Egy német tiszt vezette kisebb naszád óvatosan Pest és Buda közé ereszkedett a Dunán, ahol a folyami flotta blokádját és a vízirondellát derítette fel. Mivel nem találta áttörthetetlennek a védelmet, ezért javaslatot tett a blokád és a rondella elleni támadásra.

Szeptember 30-án Vitelli 300 gyalogossal és a milánói lovasság biztosításával ostromárkokat akart kijelölni, mire a várból janicsárok és más vitézek nagy csapata tört rájuk. Bár olaszoknak sikerült győztesen kikerülni az ütközetből, de rengetegen elhullottak. Katonái elvesztése miatt Vitelli revansra készült.

#### Október 1–5.
Október 1-jén Vitelli 1200 gyalogosát vezette a Duna partján, a város északi fala felé, mire körülbelül 3500 török zúdult rá a Váci és a Hatvani kapukon át. Az olaszok négyszögekbe rendeződtek, a pikások mögött a muskétások tüzet nyitottak a támadó ellenségre, majd mikor az elég közel ért, a szálfegyveresek feszültek neki a rohamozóknak. A budai, pesti és gellérthegyi ütegek is lőni kezdték Vitelliéket. Mikor egyre több török avatkozott be a harcba, Vitelli megfutamodást színlelt, majd egy adott jelre Perényi huszárjai és Ungnad lovasai, valamint Móric fejedelem szász lovassága rontott rá a törökökre, mikor azok a városkapuktól már messze jártak. A harc során kilőtték Móric lovát és majdnem ő is elesett. Az elszántan védekező törökök már hajszál híján győztek, mikor megjelentek a csatatéren Zrínyi horvátjai, akik oldalba kapták az oszmánokat. Perényi is újabb támadásra szedte össze lovasait és a Dunának szorították az ellenséget. A törökök csónakokra szállva próbáltak elmenekülni, de nagyon kevesen menekültek meg élve, mert a keresztények utánuk mentek.
Az október 1-jén végrehajtott nagyszabású akciója az egyetlen érdemleges haditette Buda ostromának. Különösen Vitelli bátorsága mutatkozott meg ebben a harcban. De a győzelem pürrhoszi is, mert nem nem hozott tartós sikert. A harcba a többi német egység egyszer sem avatkozott be, ez magyarázható az etnikai ellentétek miatt, ami később indokolttá teszi a hadsereg képesítésében való változtatást.

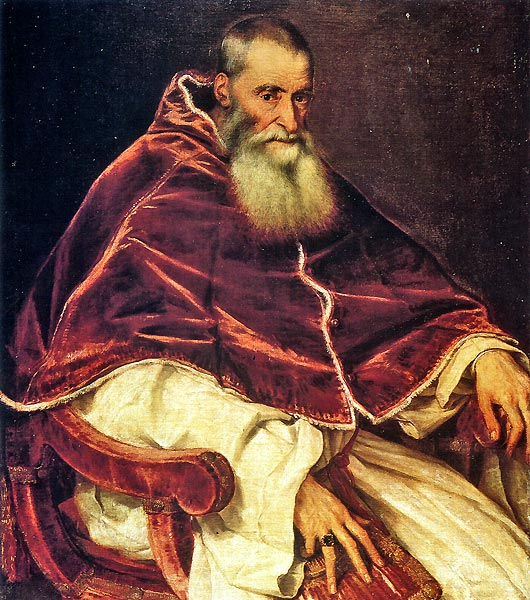
III. Pál pápa Tiziano egyik portréján. Rendkívüli megdöbbenéssel fogadta azt a hírt, miszerint Fráter György mint katolikus pálos szerzetes és püspök „játszotta” az oszmánok kezére Buda várát. A protestánsok egy része szerint ebben újból igazolást nyert a katolikus egyház „romlottsága”

A győzelem után a haditanács döntött a városfalak lövetéséről, mivel ekkora már befejezték az állások építését. Október 3-án adták le az első lövéseket, de mint kiderült, az ütegeket túl messze állították fel a faltól, ezért közelebb vitték őket, valószínűleg a Dunához. A városfalakat két napig szakadatlanul törték az ágyúk Otto von Dischkau vezetésével, aki annak idején a Leonhard von Fels által Pesten hagyott csapatok egyik parancsnoka volt. Két szakaszon nagy rést ütöttek, s a támadásra sebtében megszervezték a gyalogsági rohamot. A törökök azonban még éjjel felkészültek a támadásra és a budai várból Bali pasa jelentős segítséget küldött nekik. A résnél szorgos munkával sáncárkot húztak, ahová ágyúkat állítottak be. Erről a munkáról addig nem értesült a keresztény sereg, amíg ki nem világosodott.
A rés ellen az olasz, magyar, valamint a német birodalmi sereg néhány könnyűgyalogos egysége indult rohamra. Mögöttük Konrad von Bremmelberg ezrede sorakozott fel, az ágyúk és a sáncok védelmére pedig Móric fejedelem és Philippe Tournier lovassága állt készenlétben. Joachim és Ungnad nem vállalkozott a rohamra, ehelyett biztonságos távolságban figyelték a hadmozdulatokat. Az október 5-i támadás volt a keresztény sereg első és egyben utolsó rohama Pest ellen. Ebéd után adták ki a parancsot a támadásra. Az első vonalban bátran előretörő olaszokat heves védelmi tűz fogadta a gyalogság és a tüzérség részéről, emiatt vissza kellett húzódniuk. Vitelli aztán fellelkesítette katonáit és újra támadásba lendültek. Mialatt az olasz gyalogság összecsapott a törökökkel, a német gyalogság megállt a falak alatt, erre magyar csapatok visszavonultak. Bár Vitelli áttörte a zárógyűrűt, de egymaga nem tudta kivívni a győzelmet, ezért visszavonult. Ekkor a törökök is kitörtek, ahol lemészárolták az ott heverő sebesülteket. A pesti ágyúk a fal alatt álló németeket is tűz alá vették, akik Vitelli embereinél is súlyosabb veszteséget szenvedtek el. A jelentések szerint a magyar-német katonaság együttes vesztesége hétszáz ember volt, sőt Istvánffy Miklós szerint a vereség akkora hatást gyakorolt, hogy a törökök akár el is foglalhatták volna a keresztény tábort.

A törökök győzelmüket még az este megünnepelték, míg a keresztény fővezérség a visszavonulást fontolgatta. Nem is annyira a kudarc játszott ebben közre, hanem Vitelli jelentése, aki a harc alatt láthatta a török árokrendszert a résnél. Az árok ugyanis akkora széles volt, hogy azon keresztülhaladni óriási nehézség lett volna, nem is beszélve arról, hogy mögötte nagyon sok ágyú állt és mialatt a keresztény katonák az átvergődéssel bajlódnának, addig a törökök lekaszálnák őket.

Végső soron a haditanács nem adta fel a reményt, ehelyett az ágyúk hátrább vonása mellett döntött egy mesterségesen épített dombra.
Ugyanezen a napon viszont Péterváradnál török sereg kelt át, amely Pest felmentésére indult.

#### Az utolsó napok
Október 7-én délelőtt a katonaság ágyúdomb építésével volt elfoglalva, míg a haditanács arról vitatkozott, indítsanak-e támadást. A magyar és az olasz parancsnokság az ostrom folytatását akarta, a többségi német vezetés viszont visszavonulni. A német gyalogosok is lázongtak, mert szerintük ha támadnak, akkor a védelem legyilkolássza őket, mert Pest és Buda bevehetetlen. Állítólag már 5-én este mintegy húsz zászlóaljnyi gyalogság fele dezertált is. Végül a haditanács eldöntötte a kérdést: a sereg haladéktalanul visszavonul és feloszlik.
Október 8-án kezdte meg a keresztény sereg az elvonulást Pest és Buda alól. A törökök nyomban rajtuk ütöttek, de magyar lovasság fedezte a visszavonuló keresztényeket és végsőkig harcolt ellenük.

A keresztény sereg több hajót és felszerelést elhagyott, amiből a védőknek szép kis zsákmánya lett.

A visszavonuló sereg nyomába szegődött még egyszer a török lovasság, de Perényi végül visszaverte őket így elkerülték azt, hogy úgy járjanak, mint a diakovári ütközetben. Az azonban különös véletlen, hogy pont a visszavonulás napján volt a csata ötödik évfordulója.

Október 9-én a folyami flotta is elhagyta a város közelét sebesültekkel és a felszereléssel megrakodva. Sok katona azonban már annyira elgyengült, hogy a nagy sietségben nem lehetett már felrakni őket a hajókra, ezért ott maradtak fogolyként, vagy megölték őket.

## A veszteségek
Bár a keresztény sereg nem vesztette el felszerelését, mint tavaly von Roggendorf, de nem csekély zsákmány jutott a törökök kezére sem. Sok katona halt meg, nem is annyira harcban, hanem a betegségektől. A pápai és milánói erőkből is csupán feleannyian térhettek haza Itáliába, akik a legelszántabban harcoltak Pest alatt.
A keresztények a vereség miatt letörtek és kétségbeesettek voltak, míg a fiatal brandenburgi választó pánikba esett és egyszerűen hazamenekült. Az idegen nemzetiségű katonák egyértelműen egymást hibáztatták és haraggal váltak el Esztergomnál.

## A következmények
Október 10-én a keresztény sereg szégyenszemre feloszlott. Ferdinánd azonban 7000 katonát még fegyverben tartatott, hogy fedezzék Bécset, ha netán a török mégis támadásba lendülne.

A csúfos kudarc nagyon lesújtotta a magyarokat és a németeket egyaránt. Ferdinánd úgy értékelte testvére, Károly előtt a vereséget, hogy csupán a megfelelő vezetés és az összetartás hiányzott a sereg katonáiból.
Mohács és Buda után már egészen nyilvánvaló lett, hogy Magyarország nem lesz többet meghatározó szerepkörű Közép-Európában.

A német birodalmi sereget 1542 után visszatartották a magyarországi harcoktól és a francia frontra irányították őket. Perényit rövidesen őrizetbe vették, azzal vádolva, hogy Ferdinánd ellen akar fellépni. A további védekezés megszervezésére a főherceg és király további intézkedéseket tett, mert tudta, hogy a török válasza nem marad el, főleg azután, hogy követekkel akarta áltatni a szultánt, miközben a keresztény sereg támadott.

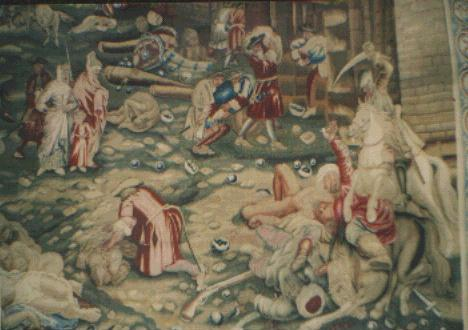
A Budát visszafoglaló keresztények ölik a törököket és a zsidókat. A zsidóság tudta, hogy miként bánnak velük majd a keresztények, ha visszafoglalják Budát. Ezzel szemben a törökök tolerálóbbak voltak velük, ezért is tartottak ki mellettük végig

Ferdinánd látva, hogy Pest és Buda alatt érdemlegeset az olasz és magyar hadsereg tudott felmutatni, ezért a jövőben több ilyen nemzetiségű katonát kívánt fegyverben tartani a török ellen Magyarországon. Sajnos a birodalmi gyűléstől megint csak ígéreteket kaptak a magyar rendek, mert a következő évi török hadjárat során egy fillért sem fizettek, s semmilyen katonai egységet nem adtak a német fejedelmek, miközben a szultáni had sorra foglalta el a várakat a Dunántúlon és az Alföld északnyugati sarkában.
György baráték sem tehettek mást Erdélyben 1542 után, minthogy felmondják a gyalui egyezményt és kimagyarázkodják magukat a szultán előtt. György barát beszedte az országban a Porta által igényelt 10 ezer arany adót, s hozzálátott, hogy megszervezze az erdélyi államot. Azonban továbbra sem tett le arról, hogy korábbi hibáját helyrehozza, s Budát valamiképp visszaszerezhesse, de most látta, hogy aprólékos munkára van szükség.
Buda 1686-ig maradt török kézen. Bár a török háborúk alatt több ízben is vissza akarták foglalni, de a korabeli hadvezetés hiányosságai és nem kellő szervezettsége miatt a törökök hasznukra tudták fordítani a budai vár elhelyezkedéséből fakadó előnyöket. Az utolsó ostrom kísérletkor az új, modern nyugati sereg már kellő szervezettséggel, új fegyverekkel és jobb stratégiával fogott bele Buda visszafoglalásába. Bár a törökök végig tartották magukat, de a keresztény sereg nem vonult vissza, még a felmentősereget is megverte, s kitartó ostromlással végül sikert ért el.